# بازرسی ژرف بسته‌ها
بازرسی ژرف بسته‌ها (به انگلیسی: Deep packet inspection) یک نوع از فیلتر بسته‌ها در شبکه‌های کامپیوتری است که علاوه بر بخش هدر، بخش دیتا (داده‌ها) ی بسته‌ها را در شبکه برای وجود اطلاعات نامناسب بر اساس معیارهای از پیش تعریف شده بررسی می‌کند. چنانچه بسته مجاز شناخته شد از فیلتر عبور می‌کند و در غیر اینصورت بسته به مسیر دیگری ارسال می‌شود یا برای جمع‌آوری اطلاعات آماری و بررسی ذخیره می‌شود.
بسته‌های آی‌پی از یک بخش دیتا به همراه چندین هدر تشکیل شده‌اند. تجهیزات شبکه عموماً به اولین هدر نیاز دارند.